# Гиббс, Боб
Роберт Брайан Гиббс (англ. Robert Brian Gibbs; род. 14 июня 1954, Перу, Индиана) — американский политик, представляющий Республиканскую партию. Член Палаты представителей США от штата Огайо (2011—2023).

## Биография
Родился в Перу, штат Индиана в 1954 году, в 1960-х вместе с семьёй переехал в Кливленд, где окончил школу. В 1974 году получил степень младшего специалиста (англ. associate degree в Сельскохозяйственном техническом институте при университете штата Огайо, переехал в округ Холмс и занялся сельскохозяйственным бизнесом. Глава отделения Американской федерации фермерских бюро в Огайо (1999—2001).
Трижды избирался членом Палаты представителей Огайо (в 2002, 2004 и 2006 годах) от Республиканской партии, в 2008 году победил на выборах в Сенат штата.
В 2010 году участвовал в выборах в Палату представителей США по 18-му округу Огайо и одержал победу над инкумбентом-демократом Заком Спейсом. После того, как в 2012 году 18-й округ был упразденён по итогам переписи населения, переизбирался от нового 7-го.
6 апреля 2022 года Гиббс заявил, что не будет избираться на новый срок.